# VM i curling 1983 (kvinder)
Verdensmesterskabet i curling for kvinder 1983 var det femte VM i curling for kvinder. Mesterskabet blev arrangeret af World Curling Federation og afviklet i Moose Jaw Civic Centre i Moose Jaw, Saskatchewan, Canada i perioden 3. - 9. april 1983. Canada var vært for mesterskabet for første gang, og det var også første gang at mesterskabet blev afholdt uden for Europa.
Mesterskabet blev vundet af Schweiz' hold bestående af skipper Erika Müller, Barbara Meyer, Barbara Meier og Cristina Lestander, som i finalen besejrede Norges hold anført af skipper Eva Vanvik med 18-3, og dermed vandt Schweiz verdensmesterskabet for anden gang. Første gang schweizerne vandt VM var ved det allerførste mesterskab i 1979. Norge var til gengæld i VM-finalen for første gang, og derfor var sølvmedaljerne deres første VM-medaljer.
Danmark blev repræsenteret af et hold fra Hvidovre Curling Club under ledelse af Jane Bidstrup, som endte på syvendepladsen efter at have opnået fire sejre og fem nederlag.

## Hold
Mesterskabet havde deltagelse af 10 hold: Otte fra Europa og to fra Nordamerika:
| Europa   |          | Nordamerika |
| Danmark  | Schweiz  | Canada      |
| Frankrig | Skotland | USA         |
| Italien  | Sverige  |             |
| Norge    | Østrig   |             |

## Resultater
De ti deltagende hold spillede først et grundspil alle-mod-alle, hvilket gav ni kampe til hvert hold. De fire bedste hold efter grundspillet gik videre til slutspillet om medaljer.

### Grundspil
De ti hold spillede en enkeltturnering alle-mod-alle, hvilket gav ni kampe til hvert hold. De fire bedste hold i grundspillet gik videre til slutspillet.
| Runde | Kampe              | Kampe | Kampe               | Kampe | Kampe              | Kampe | Kampe              | Kampe | Kampe             | Kampe |
| ----- | ------------------ | ----- | ------------------- | ----- | ------------------ | ----- | ------------------ | ----- | ----------------- | ----- |
| 1     | Italien - Frankrig | 4-8   | Sverige - Østrig    | 11-1  | Canada - Norge     | 10-8  | Skotland - Danmark | 9-2   | USA - Schweiz     | 9-17  |
| 2     | USA - Sverige      | 6-4   | Norge - Schweiz     | 3-12  | Italien - Skotland | 2-8   | Canada - Frankrig  | 10-1  | Østrig - Danmark  | 7-10  |
| 3     | Danmark - Schweiz  | 5-8   | Frankrig - Skotland | 8-6   | Østrig - USA       | 1-14  | Norge - Italien    | 9-5   | Canada - Sverige  | 11-6  |
| 4     | Frankrig - Østrig  | 9-7   | Canada - Italien    | 9-1   | Sverige - Schweiz  | 8-4   | Danmark - USA      | 10-4  | Skotland - Norge  | 8-9   |
| 5     | Canada - USA       | 8-5   | Østrig - Norge      | 5-13  | Frankrig - Danmark | 10-5  | Sverige - Skotland | 8-5   | Schweiz - Italien | 10-6  |
| 6     | Schweiz - Skotland | 7-6   | Italien - Danmark   | 5-10  | Norge - Sverige    | 7-6   | Østrig - Canada    | 1-9   | Frankrig - USA    | 7-8   |
| 7     | Sverige - Italien  | 10-1  | Schweiz - Frankrig  | 11-3  | Skotland - Østrig  | 9-4   | USA - Norge        | 7-6   | Danmark - Canada  | 9-5   |
| 8     | Norge - Danmark    | 9-7   | Skotland - USA      | 9-5   | Schweiz - Canada   | 5-3   | Frankrig - Sverige | 7-5   | Italien - Østrig  | 8-4   |
| 9     | Canada - Skotland  | 5-4   | Sverige - Danmark   | 9-3   | Italien - USA      | 9-5   | Schweiz - Østrig   | 12-5  | Norge - Frankrig  | 8-5   |
| TB    | Sverige - Frankrig | 11-4  |                     |       |                    |       |                    |       |                   |       |

| Plac. | Hold     | Kampe | Vundne | Tabte | Indbyrdes           | Tiebreak                 |
| ----- | -------- | ----- | ------ | ----- | ------------------- | ------------------------ |
| 1.    | Schweiz  | 9     | 8      | 1     |                     |                          |
| 2.    | Canada   | 9     | 7      | 2     |                     |                          |
| 3.    | Norge    | 9     | 6      | 3     |                     |                          |
| 4.    | Sverige  | 9     | 5      | 3     | 0 sejre, 1 nederlag | Vandt 11-4 over Frankrig |
| 5.    | Frankrig | 9     | 5      | 4     | 1 sejr, 0 nederlag  | Tabte 4-11 til Sverige   |
| 6.    | Skotland | 9     | 4      | 5     | 2 sejre, 0 nederlag |                          |
| 7.    | Danmark  | 9     | 4      | 5     | 1 sejr, 1 nederlag  |                          |
| 8.    | USA      | 9     | 4      | 5     | 0 sejre, 2 nederlag |                          |
| 9.    | Italien  | 9     | 2      | 7     |                     |                          |
| 10.   | Østrig   | 9     | 0      | 9     |                     |                          |

### Slutspil
De fire bedste hold fra grundspillet spillede i slutspillet om medaljer.
| Runde       | Kampe             | Kampe |
| ----------- | ----------------- | ----- |
| Semifinaler | Schweiz - Sverige | 12-10 |
| Semifinaler | Canada - Norge    | 3-6   |
| Finale      | Schweiz - Norge   | 18-3  |

### Samlet rangering
| Plac. | Hold     | 4                       | 3                  | 2                              | 1                   |
| ----- | -------- | ----------------------- | ------------------ | ------------------------------ | ------------------- |
| Guld  | Schweiz  | Erika Müller            | Barbara Meyer      | Barbara Meier                  | Cristina Lestander  |
| Sølv  | Norge    | Eva Vanvik              | Åse Vanvik         | Alvhild Fugelmo                | Liv Grøseth         |
| 3.    | Canada   | Penny La Rocque         | Sharon Horne       | Cathy Caudle                   | Pam Sanford         |
| 4.    | Sverige  | Anneli Burman           | Brita Lindholm     | Mait Bjurström                 | Katarina Lässker    |
| 5.    | Frankrig | Huguette Jullien        | Agnes Mercier      | Paulette Sulpice               | Monique Tournier    |
| 6.    | Skotland | Hazel Erskine           | Jane Ramsey        | Betty McGregor                 | Billie-May Muirhead |
| 7.    | Danmark  | Jane Bidstrup           | Iben Larsen        | Maj-Brit Rejnholdt-Christensen | Kirsten Hur         |
| 8.    | USA      | Nancy Langley           | Dolores Campbell   | Nancy Pearson                  | Leslie Frosch       |
| 9.    | Italien  | Maria-Grazzia Lacedelli | Ann Lacedelli      | Nella Alvera                   | Angela Constantini  |
| 10.   | Østrig   | Marianne Gartner        | Edeltraud Koudelka | Monika Hölzl                   | Herta Kuchenmeister |